# Екранний час
Екранний час — кількість часу, проведеного за пристроєм з екраном, наприклад смартфон, комп'ютер, телевізор чи відеогра. Концепція екранного часу знаходиться на стадії значних досліджень із пов'язаними з ними поняттями у сфері використання цифрових медіа та психічного здоров'я. Дослідження показують, що екранний час безпосередньо впливає на розвиток дитини, а також на психічне та фізичне здоров'я. На позитивні чи негативні наслідки екранного часу для здоров'я впливають рівні та зміст впливу. Щоб запобігти шкідливому впливу екрану, деякі уряди ввели правила щодо його використання.

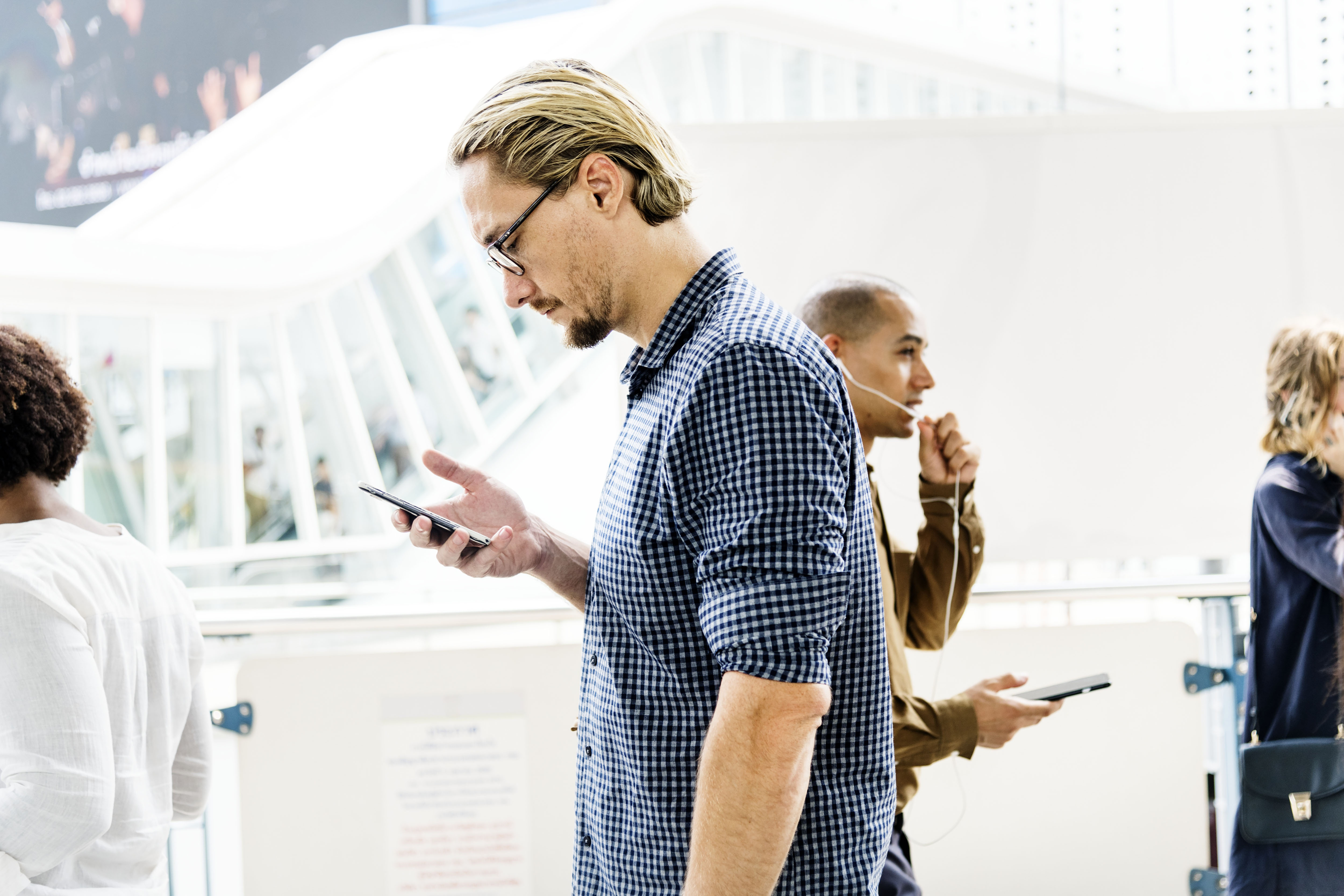
Використання смартфонів людьми у повсякденному житті

## Історія

### Статистика
Першим електронним екраном стала електронно-променева трубка (ЕЛТ), яка була винайдена в 1897 році та комерціалізована в 1922 році . ЕЛТ були найпопулярнішим вибором для дисплейних екранів до появи рідкокристалічних дисплеїв (РК) на початку 2000-х. Екрани зараз є важливою частиною розваг, реклами та інформаційних технологій.
З моменту їх популяризації в 2007 році смартфони стали популярними у повсякденному житті. У 2019 році 81 % дорослих американців повідомили, що володіють смартфоном, порівняно з 64 % у 2015 році. Американське опитування 2016 року виявило медіану 3,7 хвилини на годину екранного часу протягом 30-денного періоду.
Усі форми екранів часто використовуються дітьми та підлітками. Національно репрезентативні дані про дітей та підлітків у Сполучених Штатах показують, що середньодобова тривалість екранного часу збільшується з віком. Колись телевізійні та відеоігри становили найбільшу частину дитячого екранного часу, але за останнє десятиліття відбувся перехід до смартфонів та планшетів. Зокрема, репрезентативне в 2011 році опитування американських батьків дітей від народження до 8 років свідчить про те, що на телевізор припадає 51 % загального денного екранного часу дітей, тоді як на мобільні пристрої — лише 4 %. Однак у 2017 році телевізор знизився до 42 % загального щоденного екранного часу дітей, а мобільні медіа-пристрої зросли до 35 %.
| Вікова група (у роках) | Середнє значення щоденного екранного часу | Рік, коли дані були зібрані |
| ---------------------- | ----------------------------------------- | --------------------------- |
| До 2-х років           | 42 хвилини                                | 2017                        |
| 2-4                    | 2 години, 39 хвилин                       | 2017                        |
| 5-8                    | 2 години, 59 хвилин                       | 2017                        |
| 8-12                   | 4 години, 44 хвилини                      | 2019                        |
| 13-18                  | 7 годин, 22 хвилини                       | 2019                        |

### Раса, соціально-економічний клас та екранний час
Дослідження показали, що раса та соціально-економічний клас пов'язані із використанням екранного часу. Особи, які самовизначилися як Чорношкірі та «Інші», були пов'язані з використанням екранного часу вище середнього. Крім того, у чорношкірих та латиноамериканців триваліший екранний час через менший доступ до настільних комп'ютерів, що, таким чином, призводить до збільшення часу роботи на телефонах. У дітей поділ набагато більший. У середньому в 2011 році білі діти проводили з цифровими носіями 8,5 годин на день, а чорношкірі та латиноамериканці — близько 13 годин на день на екранах. Чорношкірі та латиноамериканські діти також частіше мали телевізори у своїх кімнатах, що сприяло збільшенню використання екранного часу.
Невідповідність величини екранного часу також можна пояснити різницею в доходах. У більш заможних приватних школах спостерігається більший поштовх до того, щоб вилучити користування екранами з освіти, щоб обмежити негативні наслідки, виявлені довготривалою роботою за екранами. Однак у державних школах все більше вимагають використання технологій, оскільки деякі державні школи рекламують учням безкоштовні планшети та ноутбуки. Крім того, заможні сім'ї можуть дозволити собі нянь та додаткові програми, які можуть обмежити потребу в розвагах з екранів.

### Коронавірус та екранний час
Пандемія COVID-19 значно збільшила екранний час дітей та дорослих, оскільки люди більше часу проводять у приміщенні. Це створює негативні наслідки для здоров'я. Фахівці закликали обмежити час користування екраном та вести активніший спосіб життя.

## Вплив на фізичне здоров'я

### Сон
Користування екраном впродовж тривалого часу зменшує тривалість сну, знижує ефективність сну та затримує початок сну, тобто людина довше часу не може заснути.. При використанні будь-якого екрану перед сном, випромінюване синє світло порушує природне вироблення гормону мелатоніну в організмі. Мелатонін виробляється епіфізом головного мозку і контролює внутрішні годинники організму. Цей годинник називають циркадним ритмом тіла, і він, природно, реагує на світло. Рівні мелатоніну зростають із заходом сонця і залишаються в такому підвищеному стані до кінця ночі. Зі сходом сонця рівень мелатоніну починає падати. Це зниження гормонів — це те, що допомагає природному ритму організму прокинутися через вибухи природного сонячного світла. Світлові екрани випромінюють у подібному спектрі сонячного світла, але випромінювання синього світла є тим, до чого циркадні ритми людини найбільш чутливі. Дослідження показали, що довжина синіх хвиль тісно корелює з сонячними променями, що допомагає тілу синхронізуватися зі сходом та заходом сонця. Тому використання будь-якого екрану перед сном порушує вироблення в організмі природних гормонів сну, що може змусити мозок повірити, що це все-таки день і це в свою чергу значно ускладнює засинання.
Також було показано, що посилене використання екранів дітьми, негативно впливає на їх сон. Дослідження 2010 року дійшло до висновку, що «використання електронних засобів масової інформації дітьми та підлітками має негативний вплив на їхній сон, хоча точні наслідки та механізми залишаються незрозумілими», причому найбільш послідовні результати пов'язують надмірне використання засобів масової інформації з меншою тривалістю сну та з тим, що діти йдуть до ліжка дуже пізно. Метааналіз 2016 року показав, що «доступ та використання медіа-пристроїв до сну, суттєво пов'язані з недостатньою кількістю сну, поганою якістю сну та надмірною денною сонливістю». Це пов'язано з тим, що більша частина часу, проведеного дітьми за екранами, відбувається вночі, що може призвести до того, що вони пізніше лягають спати, крім того, також синє світло з екранів ускладнює сон.
Використання екранів у нічний час є загальним явищем для американців віком від 12 до 18 років: Національне репрезентативне опитування 2018 року показало, що 70 % користуються своїм мобільним пристроєм протягом 30 хвилин до сну. Дані свідчать, що ті, хто проводив більше часу на своїх екранах, частіше прокидалися вночі від сповіщень на своєму телефоні або відчували руйнівний сон. У серії національно-репрезентативних опитувань 36 % американців у віці 12-18 років та 35 % мексиканських підлітків у віці 13-18 років прокидаються вночі, щоб перевірити свій мобільний пристрій. Для американських дітей та підлітків, 54 % з них прокидаються через отримання сповіщення, а 51 % — через бажання перевірити соціальні мережі. Вміст, який збуджує емоції, пов'язаний із затримкою початку сну.
Багато додатків обіцяють покращити сон за допомогою фільтрації синього світла, виробленого мультимедійними пристроями; проте не було проведено великих досліджень, щоб оцінити, чи справді працюють такі програми. Деякі користувачі висловлюють невдоволення результатом оранжевого відтінку екранів. Деякі люди використовують спеціальні окуляри, які блокують синє світло як від електронних носіїв, так і від інших штучних джерел світла. Американська академія педіатрії рекомендує обмежувати час перебування дітей з багатьох причин, серед яких також є «Занадто багато часу на екрані може зашкодити кількості та якості сну».

### Ожиріння та фізична підготовка
Окрім негативного впливу на цикл сну, використання екранів також може вплинути на фізичне здоров'я. Ожиріння є загальним результатом тривалої роботи за екранами, таких як телевізор, відеоігри чи екран комп'ютера. Дослідження показали, що якщо б обсяг екранного часу був обмежений, ймовірність ожиріння також зменшується.
Така сидяча поведінка значною мірою зумовлена характером більшості електронних видів діяльності. Сидіти, дивлячись телевізор, граючи в комп'ютерні ігри або під час серфінгу в мережі Інтернеті, значно віднімає час від фізичних навантажень, що призводить до підвищеного ризику набору ваги. Встановлено, що діти (в садочках та учні 1-го класу), які дивляться 1-2 години телепередач на день, частіше страждають від надмірної ваги або ожиріння, ніж діти, які дивляться менше однієї години на день. Крім того, одне дослідження показало, що посилене використання відеоігор та інших форм споживання засобів масової інформації призвело до посилення болю в спині серед підлітків Норвегії.
Досліджено, що екранний час негативно впливає на здоров'я дітей незалежно від їх фізичної активності та харчових звичок. Одне з можливих пояснень зв'язку між телевізором та ожирінням — кількість реклами цукристої та нездорової їжі. Ця реклама може вплинути на те, що купується та споживається в домогосподарстві. Ефект реклами був продемонстрований у дослідженні, де дітям показували мультфільми з рекламою продуктів харчування та без них. Діти, які разом із мультфільмами дивилися рекламу їжі, їли на 45 % більше нездорових закусок, ніж група, яка дивилася мультфільми без реклами продуктів.

## Вплив на психічне здоров'я
Як вже обговорювалося, екранний час впливає на сон та фізичне здоров'я людини проте не лише, адже довготривала робота за екраном може також вплинути на психічне здоров'я. Якщо людина не висипається достатньо, це може вплинути на її поведінку та працездатність протягом дня. Зі збільшенням використання екранів з плином часу, дорослі починають витрачати все більше часу працюючи за екранами. Час, проведений сидячи та переглядаючи екран, є пов’язаним із наслідками психічного здоров’я, такими як тривога та депресія.  Дорослі, які проводять шість годин і більше, використовуючи екранний час, частіше страждають від середньої та важкої депресії.  Показано, що це збільшення використання екранного часу безпосередньо корелює з підвищеним шансом на депресію у дорослих.  З цим додатковим ризиком відсутність сну відіграє важливу роль у здоровому мисленні, і без належного відпочинку психічне здоров’я може погіршуватися швидше.

### Розвиток мозку
Збільшення екранного часу було пов’язано з негативними когнітивними результатами для дітей у віці від 0 до 4-ох років. Дослідження, проведене на корейських дітях у віці 24–30 місяців, показало, що у дітей раннього віку з 3-годинним переглядом телевізора на день утричі частіше виникає затримка розвитку мови. Малюки, які проводять більше часу перед екранами телевізорів, також набрали нижчі результати на тестах готовності до школи, які вимірювали словниковий запас, знання чисельності та залученість до занять.  Таких самих результатів немає у дітей старше 4-ох років.  Діти, які більше дивилися телевізор, виявили менший зв’язок мозку між мовною, зоровою та когнітивною областями управління мозку, ніж їх однолітки, які менше дивилися телевізор.
Поточне дослідження, про яке повідомляється Національним інститутом охорони здоров’я, прийшло до висновку, що у підлітків, які проводили за екранами більше 7 годин на день, та у дітей, які проводять менше 7 годин на день, помітно відрізнявся розвиток кори мозку. Ця частина мозку, як правило, тоншає, коли люди дозрівають, але прискорене її зменшення потенційно може бути пов’язане саме із частим та довгим використанням екранів. 
Американська академія педіатрії рекомендує дітям у віці від 3 до 5 років, проводити за екранами не більше 1 години на день. Згідно з дослідженням, опублікованим у листопаді 2019 року, діти, у яких довший екранний час, мають повільніший розвиток мозку, що шкодить "таким навичкам, як образність, психічний контроль та саморегуляція". Вчені додають, що: "Це важливо, оскільки мозок розвивається найшвидше за перші п'ять років", "Ось тоді мозок дуже пластичний і вбирає все, утворюючи ці міцні зв'язки, які тривають все життя". Вони також заявили, що екрани швидко змінили дитинство. Надмірне користування екранами також шкодить навичкам грамотності, пізнання та мови.

### Вплив на поведінку
Екранний час пов'язаний з безліччю поведінкових ефектів, особливо у дітей. Основним ефектом є посилення сидячої активності. Приблизно 47% американських дітей проводять 2 або більше годин на день під час сидячих занять за екранами. Це на відміну від 25,5%, які повідомляли про щонайменше 20 хвилин фізичного навантаження протягом тижня. Крім того, було показано, що ймовірність участі дитини у фізичних навантаженнях зменшується із збільшенням екранного часу. Використання екрану також може вплинути на навички міжособистісного спілкування. Дослідники UCLA повідомили, що шестикласники, які пройшли п'ять днів без використання екрану, значно краще читали людські емоції, ніж шестикласники із середнім показником використанням екрану.

### Академічна успішність
Академічну успішність можна покращити завдяки екранному часу, проте все залежить від тривалості користування. Малюки у віці до 18 місяців можуть піддаватися високоякісним програмам, таким як Вулиця Сезам, які пропонують освітнє телебачення.  Правильний вміст може виявитися корисним, але занадто багато часу на екрані відволікає студентів від навчання.  Батькам важливо встановити обмеження кількості екранного часу, яке можуть використовувати їхні діти на день. Обмеження та моніторинг користуванням екрану дітьми може підвищити когнітивний розвиток, але необхідні подальші дослідження, щоб краще зрозуміти, як екранний час може позитивно впливати на успішність навчання. З іншого боку, збільшення використання екранного часу пов’язане з відсутністю шкільних завдань. Студенти, які користувались екранами більше двох годин на день, удвічі частіше не здають домашніх завдань регулярно.  Поки ще не доведено, що екранний час може суттєво підвищити академічну успішність, але відомо, що збільшення використання екранного часу відволікає учнів від зосередження уваги на завданнях класу.

## Вплив на навколишнє середовище

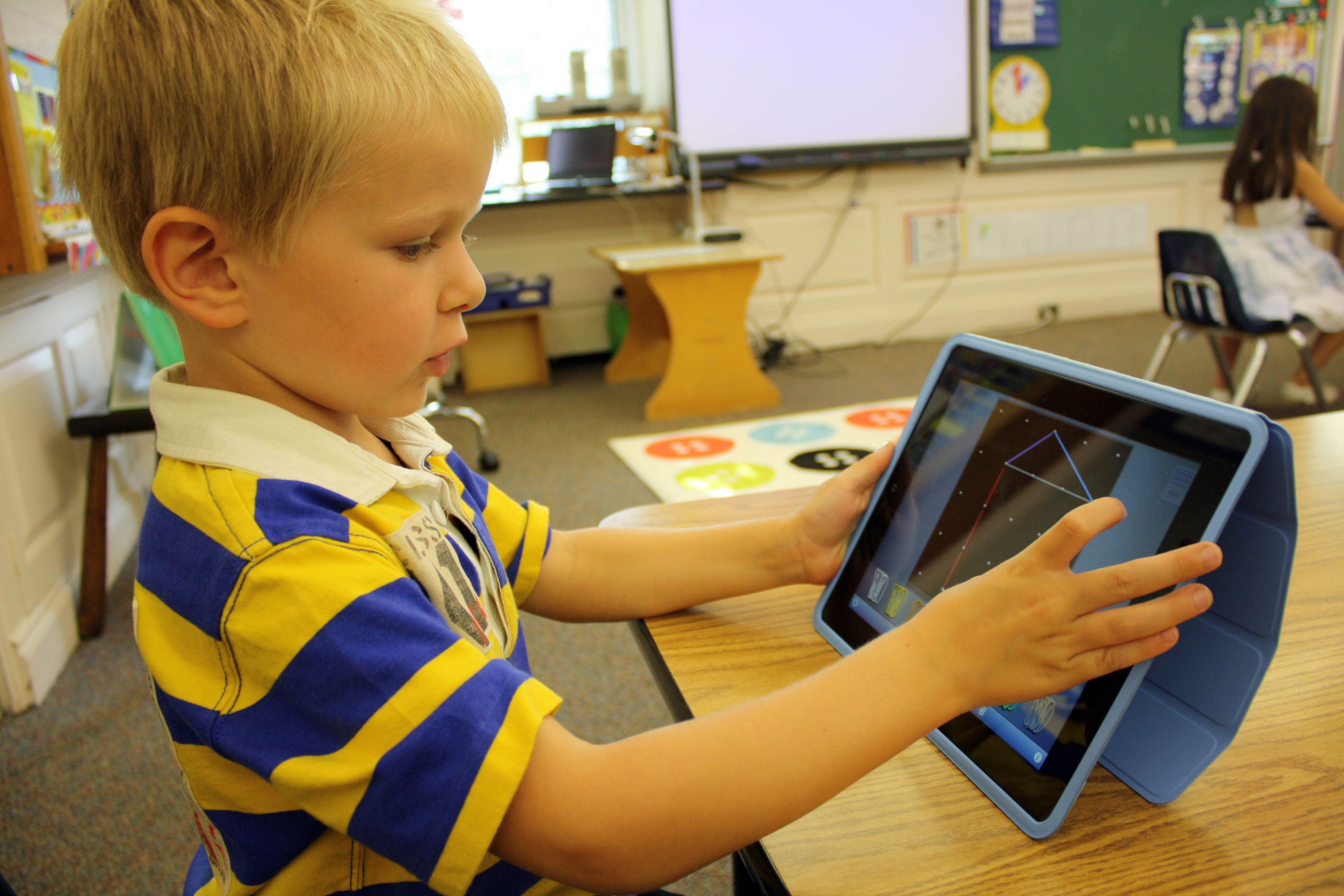
Дитина користується планшетом

Проведення більше часу за екранами, як правило, призводить до зменшення часу перебування на природі  і, отже, до менш міцного зв’язку з нею.
Цифрові технології викидали приблизно 4% від світових викидів парникових газів у 2019 році, і до 2025 року їх кількість може бути вдвічі більшою.  Для порівняння паперова целюлоза та поліграфічна галузь викидали разом близько 1% у 2010 році  та близько 0,9% у 2012 році.

## Обмеження екранного часу

### Дорослі
Не існує єдиної думки щодо безпечної кількості екранного часу для дорослих. В ідеалі дорослі повинні обмежувати час екрану, як і діти, і використовувати екрани лише близько двох годин на день. Однак багато дорослих проводять до 11 годин на день, дивлячись на екран. Дорослі часто працюють на роботах, що вимагають користування екранами, що призводить до високого показника екранного часу.  Дорослі, котрі зобов’язані працювати за екранами для роботи, можуть не мати змоги сидіти за екранами менше двох годин, але існують інші рекомендації, які допомагають пом’якшити негативні наслідки для здоров’я. Наприклад, розбиття безперервних блоків використання екранного часу шляхом розтягування м'язів, підтримання гарної постави та періодичного фокусування очима на віддаленому об’єкті протягом 20 секунд.  Крім того, для пом’якшення наслідків від роботи за екранами дорослим рекомендується не їсти перед екраном, щоб уникнути формування шкідливих звичок та щодня відстежувати час використання екрану.  Фахівці також рекомендують дорослим проаналізувати свій щоденний час використання екрану та замінити частину непотрібного використання фізичною активністю чи соціальною подією.

### Діти
У 2019 році Всесвітня організація охорони здоров’я випустила рекомендації щодо використання засобів масової інформації для дітей до 5 років:
- Діти віком до 1-го року: повна відсутність сидячого екранного часу.
- Діти віком від 2 до 4 років: не більше 60 хвилин сидячого екранного часу.

У 2016 році Американська академія педіатрії (ААП) висунула для дітей віком до 5 років більш широкі рекомендації, які включають час екрану, якість використовуваного контенту та те, як батьки використовують екранний час зі своїми дітьми. Час використання екрану такий:
- Діти віком від 0 до 18 місяців: відсутність екранного часу (за винятком відеочатів).
- Діти віком від 18 до 24 місяців: максимально обмежити час користування екраном.
- Діти віком від 2 до 5 років: обмежити екранний час приблизно годиною на день.

На додаток до цих вказівок щодо часу використання, ААП рекомендує, що коли і доводиться користуватися екранами, то вміст повинен бути якісним, освітнім, не надто швидким та без насильства. Вихователі повинні уникати надання дітям програм, які мають дуже відволікаючий вміст.
Вони також рекомендують сім'ям намагатися використовувати засоби масової інформації разом зі своєю дитиною, щоб вони могли допомогти пояснити, що є на екрані та як це стосується їхнього власного життя. Вони рекомендують вимикати пристрої (у тому числі телевізори), коли дитина не активно ними користується, і зберігати спальні як зони без екранів. Крім того, вони рекомендують не користуватися екранами принаймні за 1 годину до сну.
Для дітей віком від 5 до 18 років у 2016 році ААП запропонувала рекомендації, які менше зосереджуються на кількості екранного часу та більше на тому, як саме використовуються засоби масової інформації.  Вони рекомендують дітям та підліткам не зберігати пристрої (включаючи телевізори) у спальні, особливо під час сну, а екрани слід прибирати принаймні за 1 годину до сну. Вони рекомендують вихователям відмовити дітям та підліткам використовувати екрани під час домашнього завдання в розважальних цілях. Крім того, вони рекомендують сім'ям скласти "План сімейного використання", який відповідає потребам, цінностям та цілям родини. Цей план повинен мати узгоджені вказівки та обмеження для кожного члена сім’ї, а сім’ї слід також розглянути питання про встановлену пору доби та зони в будинку без використання екранів.
Батьки повинні брати участь у моніторингу екранного часу своєї дитини та намагатися впроваджувати кращі та здоровіші практики, заохочуючи підтримувати режим сну, навчаючи молодь негативним наслідкам від користування екранами для здоров'я та обмежуючи кількість доступних екранів у навколишньому середовищі. 